# Lysosomale stapelingsziekte
Lysosomale stapelingsziekten zijn stofwisselingsziekten waarbij afvalstoffen zich opstapelen in een lysosoom als gevolg van het ontbreken of slecht werken van een enzym dat nodig is om afvalstoffen af te breken. Afhankelijk van welke stof niet kan worden afgebroken geeft dit verschillende, vaak ernstige, lichamelijke problemen met een progressief verloop. Hierbij kunnen ook de hersenen op korte of langere termijn schade oplopen. 

## Verschillende ziekten
Er zijn meer dan veertig lysosomale stapelingsziekten bekend waaronder: 
- Glycogeenstapelingsziekte type II (ziekte van Pompe)
- Ziekte van Gaucher
- Ziekte van Fabry
- Mucopolysacharidosen
- Mucolipidose II (I-cel ziekte) en III
- Ziekte van Schindler type I en II (ziekte van Kanzaki)
- Ziekte van Farber
- Gangliosidose GM1 en GM2 waaronder de Ziekte van Tay-Sachs

## Erfelijkheid
Bijna alle lysosomale stapelingsziekten zijn autosomaal recessief overerfbaar, zowel de vader als de moeder zijn drager. Het syndroom van Hunter dat behoort tot de mucopolysacharidosenisX-gebonden recessief overerfbaar, wat betekent dat alleen de moeder de ziekte overdraagt op een zoon. Als een vader drager is kan hij het gen echter ook overdragen op een dochter. De ziekte van Fabry is X-gebonden overerfbaar, dit betekent dat een vader de ziekte overdraagt aan een dochter. De moeder kan de ziekte overgedragen op zowel zonen als dochters, maar kunnen ook de ziekte niet overdragen aan beide geslachten.

## Behandeling
Genezing van een lysosomale stapelingsziekte is niet mogelijk. Er is een aantal behandelingen die kunnen zorgen voor een vermindering van symptomen, of het vertragen van het progressieve verloop van de ziekte. Het resultaat en mogelijkheden van deze behandelingen hangt in sterke mate af van de specifieke ziekte en het al dan niet gevorderde stadium van de ziekte. 
De volgende behandelingen zijn mogelijk:
- Enzym vervangings therapie (ERT, Enzyme Replacement Therapy). Hierbij wordt het lysosomale enzym dat niet werkt aan de patiënt gegeven. Het enzym komt op deze wijze echter niet goed in de hersenen terecht, waardoor een verstandelijke beperking niet voorkomen kan worden.
- Substraat deprivatie therapie (SDT). Hierbij wordt door een medicijn de aanmaak van de stof die stapelt verminderd, waardoor er uiteindelijk minder stapeling optreedt. Het lijkt het erop dat SDT wel in de hersenen werkzaam kan zijn.
- Beenmergtransplantatie of een navelstrengbloedtransplantatie. Als deze slaagt kan het een groot deel van de klachten verhelpen.